# Szentlőrinc (distrikt)
Szentlőrinc är ett distrikt i Ungern. Det ligger i provinsen Baranya, i den sydvästra delen av landet, 180 km söder om huvudstaden Budapest.